# TANSTAAFL
TANSTAAFL är en förkortning av det engelska uttrycket "There ain't no such thing as a free lunch", på svenska "Det finns inga gratisluncher". Innebörden är att ingenting är gratis, och översattes på svenska till TIANÄG, "Tro inte att nåt är gratis".
Uttrycket populariserades av den amerikanske science fiction-författaren Robert A. Heinlein i hans roman Revolt mot jorden. Det har senare även gjorts känt av bl.a. ekonomen Milton Friedman.

## Betydelse och användningsområden
Uttrycket används för att illustrera två nationalekonomiska teser: dels att alla processer där något produceras (både varor och tjänster) är förknippade med kostnader; alltså har någon alltid betalat för att lunchen iordningställts, även om du som konsumerar den inte gör det; dels alternativkostnad, alltså att val alltid innebär att man avstår från något annat. I fallet med lunchen innebär det att även om du blir bjuden på lunchen så hade du kunnat göra något annat under den tid lunchen pågick (t.ex. arbetat eller ägnat dig åt någon fritidssyssla).

## Andra betydelser

### Termodynamik
I termodynamiken kan uttrycket användas för att uttrycka ett entropi-fenomen: lokalt kan entropin tyckas minska, men i ett globalt perspektiv ökar alltid entropin.